# 小行星2475
小行星2475（2475 Semenov）是一颗围绕太阳公转的小行星。1972年10月8日，柳德米拉·朱拉夫寥娃在克里米亚发现了此天体。
該小行星以第二次世界大戰中蘇聯坦克營的指揮官帕維爾·阿法內斯維奇·塞門諾夫（Pavel Afanes'evich Semenov）命名。
这颗小行星的绝对星等为177.8198187123982等。